# Pośrednia Widłowa Turnia
Pośrednia Widłowa Turnia (słow. Prostredná Vidlová veža, ok. 2100 m lub ok. 2125 m) – dwuwierzchołkowa turnia w masywie Młynarza w słowackich Tatrach Wysokich. Jest najwyższym punktem krótkiej grani, która od Widłowej Kopki biegnie w kierunku południowo-wschodnim, rozdzielając górną część Widłowego Żlebu (zwanego też Żlebem pod Widłę) na dwie gałęzie.
Ku Widłowym Wrótkom opada pionową ścianą wysokości 12-15 metrów. Wierzchołki turni rozdzielone są głęboką szczerbiną, powyżej której tkwi zaklinowany blok tworzący okno skalne. Wierzchołek północny jest wyższy o około 1 metr. Wejście na niego z międzywierzchołkowej przełączki jest nadzwyczaj trudne (V). Z wierzchołka południowego opada 80-metrowy, stromy filar.
Nazwę turni utworzył Władysław Cywiński.

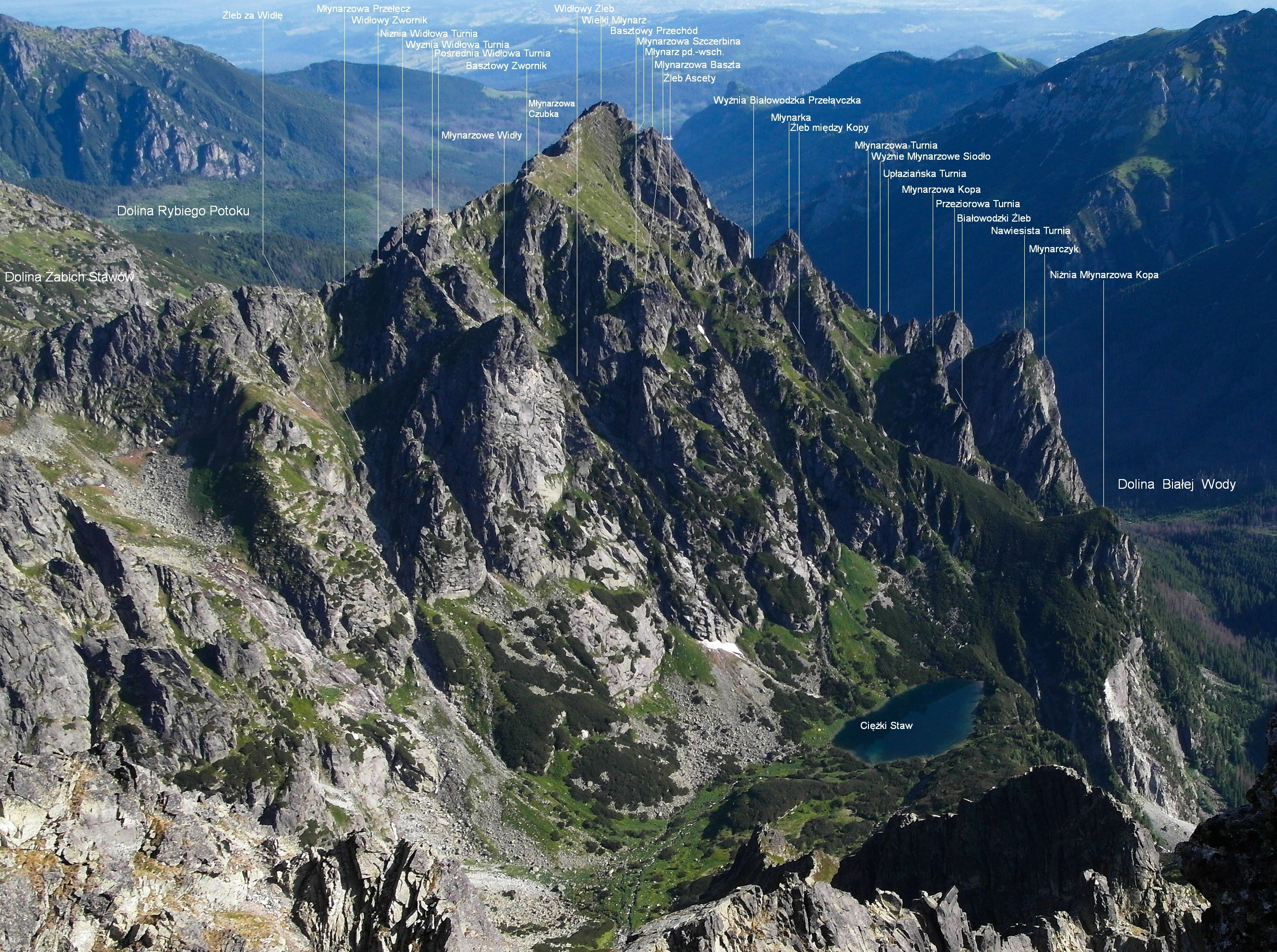
Położenie Pośredniej Widłowej Turni w masywie Młynarza